# Kfar Kisch
Kfar Kisch (hebreiska: כְּפַר קִישׁ) är en moshav i norra Israel, belägen intill berget Tabor. År 2022 hade moshaven 686 invånare.

## Historia
Byn grundades 1946 av judiska soldater som demobiliserats från brittiska armén efter andra världskriget, efter att ha tjänstgjort under Frederick Kisch, som byn också uppkallades efter. 

Politiska motsättningar ledde dock till att många av grundarna lämnade byn redan under det första året. Vattenbrist, som tvingade invånarna att hämta vatten från Taborbäcken utan ändamålsenlig utrustning, förvärrade problemen, och fram till 1953 lämnade en stadig ström av ursprungliga invånare byn. Det året förbättrades förhållandena, och Kfar Kisch började ta emot judiska immigranter från Polen, Ungern och Sovjetunionen.[källa behövs] En del av byns mark tillhörde tidigare den avfolkade palestinska byn Ma’dhar, som låg söder om den gamla byplatsen.

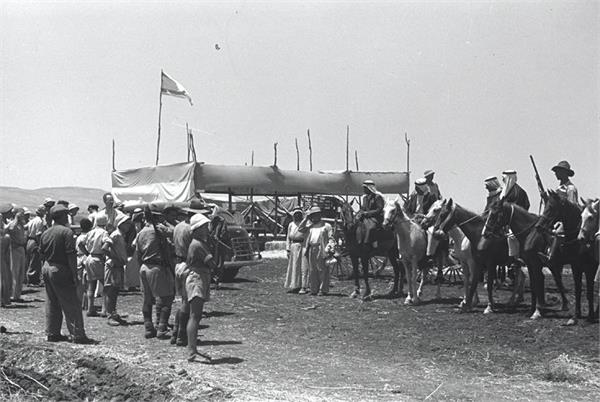
Ceremoni för Kfar Kischs grundande 18 juli 1946
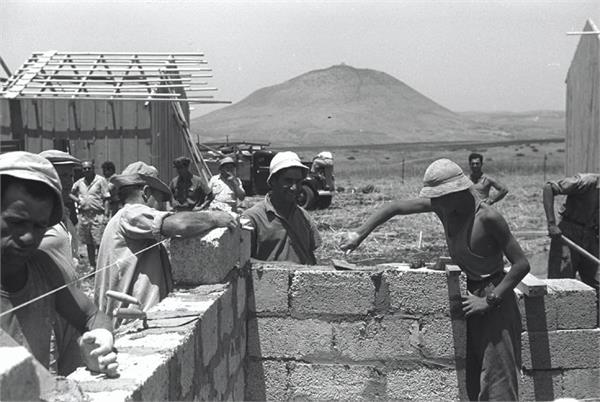
Kfar Kisch
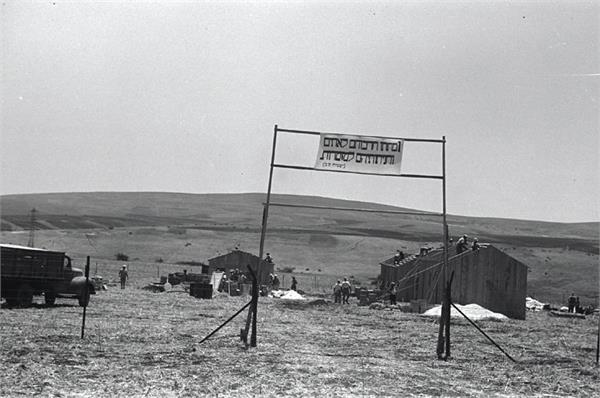
Kfar Kischs första baracker
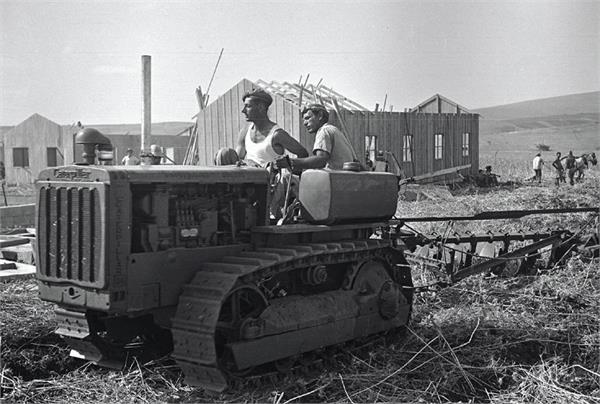
Kfar Kisch
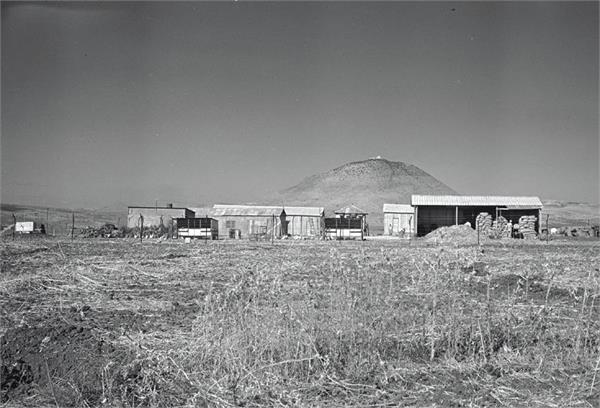
Kfar Kisch